# 2018년 로스앤젤레스 영화 비평가 협회상
제44회 로스앤젤레스 영화 비평가 협회상은 2018년 12월 9일에 열린 시상식이다.

## 수상 및 후보

### 작품상
- 로마 - 알폰소 쿠아론 수상

### 감독상
- 흔적 없는 삶 - 데브라 그래닉 수상

### 남우주연상
- 퍼스트 리폼드 - 에단 호크 수상

### 여우주연상
- 더 페이버릿: 여왕의 여자 - 올리비아 콜맨 수상

### 남우조연상
- 버닝 - 스티븐 연 수상

### 여우조연상
- 이프 빌 스트리트 쿠드 토크 - 레지나 킹 수상

### 각본상
- 캔 유 에버 포기브 미? - 니콜 홀로프세너 외 1명 수상

### 촬영상
- 로마 - 알폰소 쿠아론 수상

### 미술상
- 블랙 팬서 - 해나 비츨러 수상

### 편집상
- 화해의 조건 - 조슈아 앨트먼 외 1명 수상

### 음악상
- 이프 빌 스트리트 쿠드 토크 - 니콜라스 브리텔 수상

### 외국어영화상
- 버닝 - 이창동 수상
- 어느 가족 - 고레에다 히로카즈 수상

### 다큐멘터리상
- 셔커스: 잃어버린 필름을 찾아서 - 산디 탄 수상

### 애니메이션상
- 스파이더맨: 뉴 유니버스 - 밥 퍼시케티 외 2명 수상

### 독립영화상
- 녹색 안개 - 에반 존슨 외 2명 수상

### 신인상
- 클로이 자오 수상

### 공로상
- 미야자키 하야오 수상

### 특별공헌상
- 바람의 저편